# Едера
Едера (італ. L'Edera — букв. «плющ») — популярна італійська теленовела. В Італії серіал транслювався навесні 1992 року на телеканалі Canale 5 і мав надзвичайний успіх. 

## У головних ролях
- Аньезе Нано — Едера
- Нікола Фаррон — Андреа

## В ролях
- Марія Розарія Омаджо — Леона (мати Андреа)
- Діді Перего — Матильда
- Фернандо Ільбек — Валеріо Сатті (батько Едери)
- Ванні Корбеліні — Джуліо Джуральді
- Кларісса Берт — Мелоді Дела Фуенте
- Джакомо Фурія[it] — інспектор Гаетано Манетті
- Орсо Марія Гуерріні — Каріотіс

## Короткий зміст
Телесеріал розповідає про молоду дівчину Едеру, яка з народження виховувалася у монастирі.
Коли Едері виповнюється 20 років, вона йде з монастиря, і влаштовується на роботу в бутік сеньйорити Бенті. Там у Едери з'являється подруга Чінція, з якою вони живуть разом. Там же Едера знайомиться з хлопцем Андреа, який закохується в Едеру.
Але у Андреа, який родом з дуже заможної сім'ї, вже є наречена Клаудія, яку йому нав'язала його мати Леона, і яка не хоче, щоб Андреа був з Едерою.
Рідний батько Едери наймає приватного детектива, щоб той знайшов дочку. Після довгих пошуків з'ясовується, що батько Едери — Синьйор Валеріо, дівер Леоні. Серіал отримав назву «Едера», оскільки медальйон, подарований матір'ю Едері, мав форму листки плюща, і дав ім'я новонародженій дівчинці. Саме медальйон ставить крапку в пошуках дочки синьйора Валеріо.